# Sébastien Puygrenier
Sébastien Puygrenier (Limoges, 28 de enero de 1982) es un futbolista francés. Actualmente es un jugador del AJ Auxerre.

## Сarrera futbolística
Sébastien Puygrenier comenzó su educación futbolística en la escuela de fútbol del Stade Rennais Football Club. Su debut en Liga francesa de fútbol tiene lugar en 2003, en el partido contra el Olympique Lyonnais, partido en el que el equipo bretaño sufrió una derrota de 4 goles a 1. En dos próximos partidos, Sébastien fue incluido en la primera plantilla, pero solo jugó 90 minutos en esos tres partidos.
Después de su breve estancia en el Stade Rennais Football Club, Sébastien Puygrenier fue cedido durante la siguiente temporada al Association Sportive Nancy-Lorraine, equipo que militaba en la Segunda División de Francia.
Sébastien se convirtió en un jugador fijo de la plantilla, y dos años después (en liga 2004-2005) el Nancy-Lorraine consiguió ganar el campeonato de Segunda División, pasando a jugar en Primera. Una vez en primera, la normativa interna de la Liga impedía que Puygrenier jugase como cedido de otro equipo de primera división. Por esta razón fichó por el Nancy-Lorraine en 2005, ya no como cedido sino como traspasado.
En las tres ligas siguientes (2005-2008) Puygrenier jugó casi cien partidos del campeonato y metió 10 goles. Su primer gol lo metió el 28 de agosto de 2005 durante el partido contra su exequipo (Nancy ganó el partido con el resultado de 6 a 0). También abrió la cuenta de goles de Nancy en la Copa de la UEFA en el partido contra el Feyenoord de Róterdam (3:0).
En liga 2007/08 Nancy ocupó el cuatro puesto en la Liga francesa de fútbol. Stade Rennais Football Club, Olympique Lyonnais, FC Girondins de Burdeos, Association Sportive de Saint-Étienne, P.A.E. Panathinaikos y Zenit de San Petersburgo se interesaron por el fichaje de Puygrenier. En un principio el jugador quiso fichar por Saint-Étienne, llegando a un previo acuerdo con este club,
pero luego se decantó por el Zenit. Su debut en la primera plantilla tiene lugar el 6 de agosto de 2008, en el partido contra el Sibir en la Copa de Rusia. En enero de 2009 se hizo un jugador de Bolton por desgracia.

## Clubes
| Club                      | País       | Año       |
| ------------------------- | ---------- | --------- |
| Stade Rennes              | Francia    | 2001-2003 |
| AS Nancy                  | Francia    | 2003-2008 |
| Zenit de San Petersburgo  | Rusia      | 2008-2011 |
| Bolton Wanderers (cesión) | Inglaterra | 2009      |
| AS Monaco (cesión)        | Francia    | 2009-2011 |
| AS Nancy                  | Francia    | 2012      |
| Kardemir Karabükspor      | Turquía    | 2012-2013 |
| AJ Auxerre                | Francia    | 2013-     |

## Palmarés
- Nancy
  - Campeón de la Segunda División Francesa (2005)
  - Copa de la Liga de Francia (2006)

- Zenith
  - Supercopa de Europa (2008)